# Kurt Horwitz
Kurt Horwitz (21 de diciembre de 1897 – 14 de febrero de 1974) fue un actor y director alemán.

## Biografía
Nacido en Neuruppin, Alemania, se crio en Düsseldorf, y recibió clases de interpretación a partir de 1919 impartidas por Ferdinand Gregori en Berlín. Ese mismo año se trasladó a Múnich, donde trabajó bajo la dirección de Otto Falckenberg en el Teatro de Cámara de Múnich, de cuya compañía formó parte hasta 1933.
En las producciones de Falckenberg tuvo, entre otros papeles, el de Licht en El cántaro roto (1922), Tersites en Troilo y Crésida (1925), Claudio en Hamlet (1930, con Ewald Balser en el papel titular), St. Just en Dantons Tod (1926), el General Möllendorf en Neidhardt von Gneisenau (1926, de Wolfgang Goetz), Dr. Schön en Erdgeist (1928), Kuckuck en Cyankali (1930), Ricaut en Minna von Barnhelm (1931), Mefistófeles en Urfaust (1931), y Mechelke en Die Ratten (1932). También trabajó en los estrenos mundiales de las obras de Bertolt Brecht Tambores en la noche (1922) y Leben Eduards des Zweiten von England (1924).
Además, bajo la dirección de Hans Schweikart encarnó en 1929 a Mackie Messer en la pieza de Brecht y Kurt Weill La ópera de los tres centavos, actuando en el Volksbühne de Berlín. Sin embargo, tras la Machtergreifung por el Nacionalsocialismo en 1933, Horwitz emigró a Suiza.
Entre 1933 y 1938, y de nuevo entre 1940 y 1946, fue actor y director en el Schauspielhaus Zürich, trabajando también desde 1938 a 1940 en el Teatro de Basilea. En Suiza hizo el papel principal de Professor Mamlock  (1934), Julio César (1941), The Life and Death of King John (1941) y Wallenstein (1943), así como el de Helmer en Casa de muñecas (1944) y Júpiter en Las moscas (1944). Otra de sus representaciones fue el estreno mundial en 1945 de Nun singen sie wieder, de Max Frisch.
En 1946 fue director del Teatro de Basilea, y en 1950 volvió a Zúrich, donde trabajó tres años como actor y director. En dicha ciudad estrenó en 1947 la obra de Friedrich Dürrenmatt Es steht geschrieben. Además, dirigió piezas de Molière, las cuales eran interpretadas por su amigo Ernst Ginsberg.
A finales de 1952 Horwitz fue nombrado director del Bayerisches Staatsschauspiel, en Múnich. Al siguiente año Horwitz nombró a Hans-Reinhard Müller como su asistente personal, y en 1954 como subdirector. Horwitz ocupó el cargo hasta agosto de 1958, permaneciendo después en Múnich como actor y director, aunque sin vínculos permanentes. En 1959 recibió la Medalla Josef Kainz por su trabajo en El misántropo. En 1962 llevó a escena por vez primera en Zúrich la obra de Dürrenmatt Los físicos. El 9 de mayo de 1961 ingresó en la Orden del Mérito de Baviera, y en 1975 recibió el premio de Arte Schwabing.
Fuera del ámbito teatral, Horwitz también actuó en producciones cinematográficas y televisivas, dirigiendo igualmente algunas emisiones para la televisión. Sin embargo, su trabajo ante las cámaras no alcanzó la relevancia de sus actuaciones teatrales.
Kurt Horwitz falleció en Múnich en 1974, y fue enterrado en el Cementerio Nordfriedhof de dicha ciudad.

## Filmografía (selección)
- 1922 : Mysterien eines Frisiersalons
- 1932 : Die Herrgottsgrenadiere
- 1932 : Die verkaufte Braut
- 1932 : Peter Voss, der Millionendieb
- 1932 : Ein Mann mit Herz
- 1932 : Fürst Seppl
- 1933 : Was Frauen träumen
- 1933 : Muß man sich gleich scheiden lassen
- 1954 : Der letzte Sommer
- 1954 : Sauerbruch – Das war mein Leben
- 1955 : Die Heiratskomödie (telefilm)
- 1955 : Apoll von Bellac (telefilm)
- 1957 : Die Panne (telefilm)
- 1957 : Das große ABC (telefilm)
- 1958 : Die Alkestiade (telefilm)
- 1959 : Ruf ohne Echo (telefilm)
- 1959 : Spiel im Schloß (telefilm)
- 1965 : Der seidene Schuh (miniserie TV)
- 1965 : Italienische Nacht (telefilm)
- 1965 : Keine Angst vor der Hölle? (telefilm)
- 1966 : Baumeister Solness (telefilm)
- 1966 : Portrait eines Helden (telefilm)
- 1967 : Das Attentat - L.D. Trotzki (telefilm)
- 1968 : Othello (telefilm)
- 1969 : Der Rückfall (telefilm)
- 1970 : Die 13 Monate (telefilm)
- 1970 : Der Kommissar (serie TV), episodio Der Papierblumenmörder
- 1970 : Mein Freund Harvey (telefilm)
- 1971 : Das provisorische Leben (telefilm)

## Radio
- 1954 : Leonhard Frank: Die Ursache, dirección de Walter Ohm (Bayerischer Rundfunk)